# القبور الجلمودية في جبل القراعة
القبور الجلمودية هو معلم أثري تونسي مصنف من قبل المعهد الوطني للتراث يقع في ولاية باجة في الشمال الغربي التونسي، تحديدا في جبل القراعة تم تصنيف المعلم في يوم 19 مارس 1894.

## مقالات ذات صلة
- قائمة المعالم الأثرية المصنفة في تونس